# Gerhard Huber (Politiker)
Gerhard Huber (* 20. Mai 1965 in Lienz) ist ein österreichischer Politiker (BZÖ) und selbständiger Unternehmer. Huber war von 28. Oktober 2008 bis 28. Oktober 2013 Abgeordneter zum österreichischen Nationalrat.

## Ausbildung und Beruf
Huber besuchte von 1971 bis 1975 die Volksschule in Lienz Klösterle und danach bis 1979 die Hauptschule Lienz Nord. Er erlernte im Anschluss bis 1983 den Beruf des Fleischhauers und legte 1987 auch Meisterprüfung und die Lehrbefähigungsprüfung ab. 1985 absolvierte er den Präsenzdienst.
Nach seiner Fleischerlehre zwischen 1980 und 1983 war er bis 1990 als Händler im elterlichen Nutzviehhandelsbetrieb tätig und machte sich 1990 selbständig mit dem Handel von Export und Import von Agrarprodukten. Inzwischen ist er als Unternehmensberater in Wien tätig.

## Politik
Gerhard Huber kandidierte als Quereinsteiger bei der Nationalratswahl 2008 und zog über ein Mandat im Landeswahlkreis Tirol in den Nationalrat ein. Er wurde am 28. Oktober 2008 als Abgeordneter angelobt und übernahm als Bereichssprecher die Agenden Agrar, Entwicklungszusammenarbeit und Südtirol im BZÖ-Parlamentsklub.
In die Kontroverse geriet Huber, als er am 18. Juli 2009 durch seinen ehemaligen parlamentarischen Mitarbeiter angezeigt wurde wegen „Anstiftung zu schwerer Körperverletzung und Mord“; außerdem zeigte ihn seine Vorgängerin als Tiroler BZÖ-Obmann wegen angeblicher Unterschlagung von Parteispenden an. Huber betont seine Unschuld und hat mit Gegenanzeigen reagiert.
Huber gab an, „dass die veröffentlichten Behauptungen jeder Substanz entbehren und gegen die Verantwortlichen der Verbreitung rechtliche Schritte eingeleitet werden.“
Huber wurde der Justiz durch das Parlament unter anderem wegen des Verdachts auf Betrug, Steuerhinterziehung und Auftrag zur Körperverletzung ausgeliefert.
Vom 11. September 2009 bis zum 27. Januar 2010 wurde aufgrund dieser Vorwürfe seine Mitgliedschaft im Parlamentsklub des BZÖ ruhend gestellt, am 28. Januar 2010 wurde diese Ruhendstellung wieder aufgehoben.
Im November 2011 stellte die Staatsanwaltschaft sämtliche Ermittlungen gegen Huber ein.
Am 27. November 2012 wurde bekannt, dass auch die Staatsanwaltschaft Wien alle Ermittlungen gegen Gerhard Huber eingestellt habe. Weder der Verdacht der versuchten Anstiftung zum Mord noch jener der Veruntreuung ließen sich erhärten.
Nach einer Niederlage seiner zum BZÖ zugehörigen Liste Dein Lienz bei der Lienzer Gemeinderatswahl am 14. März 2010 ficht Huber die Gemeinderatswahl an und versuchte dies, neben den eidesstattlichen Erklärungen des ehemaligen Gerichtspräsidenten und SPÖ Mandatar Gerwald Lentner mit 28 Eidesstattlichen Erklärungen zu beweisen, die belegen sollten, dass seine Liste in einem Wahlbezirk mehr als die 25 im Endergebnis ausgewiesenen Stimmen für seine Liste erhalten habe. Bei der Untersuchung der eidesstattlichen Erklärungen wurde u. a. festgestellt, dass 5 Unterzeichner in einem anderen Wahlsprengel abgestimmt hatten, 5 nicht an der Wahl teilgenommen haben sollen und ein Unterzeichner nicht wahlberechtigt war.
 In mindestens einem Fall wurde eine Unterzeichnerin durch ein ehemaliges BZÖ-Mitglied (laut der Zeitschrift Profil) aufgefordert, in einer eidesstattlichen Erklärung zu bestätigen, dass sie das BZÖ gewählt habe, obwohl sie nicht an der Wahl teilgenommen hatte. Nach Bekanntwerden soll laut der Zeitschrift Profil die Korruptionsstaatsanwaltschaft Ermittlungen gegen Huber aufgenommen haben.
Huber distanziert sich von der Sammlung dieser Unterschriften und hat rechtliche Schritte gegen den Sammler der Unterschriften in Erwägung gezogen.

## Privates
Gerhard Huber ist verheiratet und Vater von fünf Kindern.